# Dozmary Pool
Dozmary Pool es un pequeño lago, en la parroquia civil de Altarnun en Bodmin Moor, Cornualles, Reino Unido. Está situado 16,9 kilómetros (10,5 mi) del mar  y se encuentra a unos 15 kilómetros (9,3 mi) al noreste de Bodmin y 2 kilómetros (1,2 mi) al sur de Bolventor. Tiene su origen en el periodo postglacial. El desagüe de la piscina desemboca en el lago Colliford y, por tanto, es una de las fuentes del río Fowey. En el pasado el nombre se escribía como Dozmaré y como Dosmery Pool. La laguna y sus alrededores fueron designados Sitio de Interés Científico Especial en 1951 por su interés biológico y se encuentran dentro del Área de Excepcional Belleza Natural de Cornualles (originalmente Bodmin Moor AONB).

## Vida salvaje y ecología
El depósito oligotrófico es importante por su registro palinológico (o historia) de la vegetación desde la última edad de hielo. También forma parte de una red de sitios en el suroeste de Inglaterra para la reconstrucción de la historia de la vegetación. En la fina grava granítica del fondo de la piscina crece la Isoetes echinospora. En el momento de su designación en 1951 era el único yacimiento conocido en Cornualles, pero desde 1988 se ha encontrado en tres lagunas cercanas. En los márgenes del estanque crece la Elatine hexandra, una planta escasa a nivel nacional en el Reino Unido.
En 1602, Richard Carew describe la piscina como de una milla o más de circunferencia y en ningún lugar más de 9 pies (2,7 m) profundo. Cuenta cómo unos señores del barrio hicieron experimentos para ver si en el estanque había peces y sólo encontraron anguilas. Un cladócero raro, Drepanothrix dentate y copépodo, Diaptomus vierzejskii se encuentran en abundancia. A finales del siglo XIX, Sabine Baring-Gould lo describió como un lugar repleto de peces y rodeado de numerosos restos de trabajos de sílex de la Edad de Piedra . 
En 1951, en el momento de la designación del Sitio de Especial Interés Científico, la laguna se consideró valiosa para las aves invernantes y las aves acuáticas migratorias, como la focha común ( Fulica atra ), la cerceta común ( Anas crecca ) y el silbón europeo ( A penelope ). Desde la apertura de los embalses de Siblyback y Colliford en Bodmin Moor, su importancia relativa ha disminuido. Entre las aves que se reproducen en los alrededores del estanque se encuentran el zarapito real ( Numenius arquata ), el correlimos común ( Calidris alpina ), la avefría común ( Vanellus vanellus ), la agachadiza común ( Gallinago gallinago ) y la tarabilla común ( Saxicola torquate ).

## Leyenda y literatura
Se dice que la piscina Dozmary es un lugar donde vivió la Dama del Lago. Según la leyenda, fue aquí donde el Rey Arturo remó hasta la Dama del Lago y recibió la espada Excalibur. También se afirma que la laguna es el lugar donde Bedivere devolvió Excalibur mientras Arturo yacía moribundo después de la Batalla de Camlann.
Otro cuento asociado con Dozmary es el de Jan Tregeagle. En busca de hazañas desviadas, Tregeagle hace un trato con el diablo y obtiene dinero y poder. Al final de su vida, es condenado al estanque sin fondo de Dozmary, donde es atormentado hasta el día de hoy; se dice que todavía se puede escuchar el fantasma de Tregeagle aullando en el páramo. (Se le asignó la tarea de sacar el agua del estanque Dozmary con una concha de lapa que goteaba, pero decidió escapar a Roche Rock antes de que le asignaran otra tarea: tejer cuerdas con la arena de Gwenor Cove). La leyenda de Tregeagle fue particularmente fuerte en el siglo XIX, aunque la creencia de que la piscina de Dozmary no tenía fondo fue refutada cuando, en 1899, se secó por completo.
Sabine Baring-Gould incluyó un extenso artículo sobre la escalera de la bruja en su novela Curgenven publicada en 1893. En su relato la escalera estaba hecha de lana negra, con hilos blancos y marrones, y cada dos pulgadas estaba atada alrededor de plumas de gallo. El creador entretejía en él dolores y otras dolencias destinadas a la víctima. Luego la escalera fue arrojada al fondo de la piscina Dozmary. Creían que cuando las burbujas subían a la superficie del estanque, la maldición se liberaba.[cita requerida]

## Recreación
Quizás debido a sus vínculos con la leyenda Artúrica, la Laguna Dozmary ha sido considerado durante mucho tiempo un lugar para visitar, aunque la accesibilidad era deficiente hasta bien entrado el siglo XX. Una guía de viajes de Ward Lock de la década de 1920 dice que «difícilmente se podría encontrar un lugar más apartado que la Laguna Dozmary en Gran Bretaña» y describe la caminata desde la estación de Camelford como «imposible». Durante muchos años, la Laguna Dozmary fue el destino de la excursión de la Escuela Dominical desde la capilla metodista de Bolventor.

### Lucha libre de Cornualles
En Dozmary Pool se han celebrado torneos de lucha libre de Cornualles, con premios. 